# Ilfenesh Hadera
Ilfenesh Hadera (* 1. prosince 1985, New York, New York, Spojené státy americké) je americká herečka, která se proslavila rolí ve filmu Pobřežní hlídka. Od roku 2018 hraje hlavní roli v seriálu stanice ABC Deception.

## Životopis
Hadera pochází z New Yorku. Má však evropské a etiopské kořeny. Její otec Asfaha Hadera je etiopský uprchlík a zakladatel African Services Committee, služby, která se snaží pomoci africkým přistěhovalcům. Její matka Kim Nichols pracovala jako akupunkturistka. Odmaturovala na střední škole Fiorello H. LaGuardia High School. Herectví studovala na Harlem School of Arts, pracovala pro službu svého otce African Services Committee a deset let pracovala jako servírka. Do svých třiceti let žila se svými rodiči.

## Kariéra
V roce 2010 si poprvé zahrála ve filmu 1/20. V roce 2016 získala vedlejší roli v seriálu Miliardy. V roce 2017 si zahrála ve filmu Pobřežní hlídka roli Stephanie Holden. Ve stejném roce získala hlavní roli FBI agentky Kay Daniels v seriálu stanice ABC Decepiton. Premiérový díl byl odvysílaný dne 11. března 2018.

## Filmografie

### Film
| Rok  | Název           | Role             | Poznámky |
| ---- | --------------- | ---------------- | -------- |
| 2010 | 1/20            | Hazel            |          |
| 2011 | Da Brick        | Saalinge         | TV film  |
| 2013 | Old Boy         | Judy             |          |
| 2015 | Chi-Raq         | slečna McCloud   |          |
| 2017 | Pobřežní hlídka | Stephanie Holden |          |

### Televize
| Rok       | Název               | Role            | Poznámky                               |
| --------- | ------------------- | --------------- | -------------------------------------- |
| 2013      | Černá listina       | Jennifer Palmer | díl: „Pilot“                           |
| 2015      | Najděte mi hrdinu   | Carmen Febles   | 6 dílů                                 |
| 2015      | Chicago Fire        | Serena          | 3 díly                                 |
| 2016      | Difficult People    | Abby            | díl: „Patches“                         |
| 2016      | Právem odsouzeni    | Naomi Golden    | díly: „Špatné dohody“ a „Zůstaň bdělý“ |
| 2016–2017 | Miliardy            | Deb Kawi        | 20 díly                                |
| 2017      | Master of None      | Lisa            | 3 díly                                 |
| 2017      | The Punisher        | milenka         | díl: „Crosshairs“                      |
| 2017      | She's Gotta Have It | Opal Gilstrap   | 5 díly                                 |
| 2018      | Deception           | Kay Daniels     | hlavní role                            |